# Yumbe
Yumbe – miasto w północnej Ugandzie. Według danych na rok 2011, w mieście mieszkało około 31 tys. osób. Siedziba administracyjna i centrum handlowe dystryktu Yumbe.